# Leiðólfsfell
Leiðólfsfell är en kulle i republiken Island. Den ligger i regionen Suðurland, 170 km öster om huvudstaden Reykjavík. Toppen på Leiðólfsfell är 564 meter över havet.
Trakten runt Leiðólfsfell är nära nog obefolkad, med mindre än två invånare per kvadratkilometer. Det finns inga samhällen i närheten. Trakten runt Leiðólfsfell består i huvudsak av gräsmarker.